# Max Kloos
Max Lydius Jan Kloos (Batavia (Nederlands-Indië), 18 december 1884 - Hilversum, 7 augustus 1959) was een Nederlands zanger. Zijn stembereik was bariton. Hij was voornamelijk oratoriumzanger. Zijn voorbeeld was Johannes Messchaert.
Hij werd geboren in het gezin van stadsgeneesheer en voorzitter van de "Indische Maatschappij voor Geneeskunde" Jan Pieter Kloos en Emma Maria Catharina Cornelia Kobold. Hijzelf was gehuwd met Amalia Albertine Müller (geboren te Besoeki, overleden 1917 te Hilversum), Anna Hesselink (1940 overleden) en vanaf 1944 met derde vrouw zanglerares Saar van Alphen. Met zijn tweede vrouw krijgt hij een zoon: Max Lydius Jan Kloos.
Het verhaal gaat dat hij zijn debuut maakte als jongenssopraan in de Matthäus-Passion. Hij was toen ongeveer tien jaar. Hij was later nog pianist en organist. In de hoedanigheid van pianist begeleidde hij (waarschijnlijk zijn zuster) Emmy Kloos in 1908 tijdens een concert in Wiesbaden. Hij ging zang studeren Jos Thijssen, in Frankfurt am Main en in Italië bij Prof. Lombardi. Hij zong in 1913 ook in Frankfurt am Main, alwaar hij tevens werkte als zangpedagoog. Bij het uitbreken van de Eerste Wereldoorlog kwam hij terug naar Nederland. Hij vestigde zich in Hilversum. In 1917 is hij te horen in Deventer, als hij met zangvereniging Euterpe Judas Macabäus van Georg Friedrich Händel uitvoert. Het volgende jaar heeft hij een recital met de jonge pianiste Willy Rutgers (die niet zou doorbreken). In dat jaar zong hij in Zwolle voorts de Matthäus-Passion, samen met Aaltje Noordewier-Reddingius en de Arnhemsche Orkest Vereeniging onder leiding van Cor Ponten. Ook nog in 1918 maakte hij zijn debuut in de Grote Zaal van het Concertgebouw. Hij zong mee in Les sept paroles du Christ van Gustave Doret. In 1921 zong hij voor het eerst in die zaal mee in de Matthäus-Passion, dan onder leiding van Willem Mengelberg. Hij zou tot 1947 nog 83 keer optreden met het Koninklijk Concertgebouworkest, waarbij hij zong onder dirigenten als Eduard van Beinum, en Willem van Otterloo en in 1928 onder Pierre Monteux. Veelvuldig was hij tevens te horen wanneer Anthon van der Horst leiding gaf. Hij zong ook buiten de landsgrenzen; er zijn optredens bekend in Parijs, Zürich, Berlijn, Milaan en Leipzig. In maart 1949 kwam het bericht dat hij zich terugtrok uit het concertleven; hij wilde zijn tijd spenderen aan zangpedagogie.
Hij gaf les aan het Conservatorium van Amsterdam. Tine Fraterman en Laurens Bogtman waren leerlingen van hem.
- Bibliothèque nationale de France: cb14014883m (data)
- International Standard Name Identifier: 0000 0000 0923 4541
- Library of Congress Control Number: no2014145338
- Virtual International Authority File: 17420246
- WorldCat: E39PBJB48dPp6MBVGY9ky64Dv3